# Urticina crassicornis
Urticina crassicornis is een zeeanemonensoort uit de familie Actiniidae.
Urticina crassicornis is voor het eerst wetenschappelijk beschreven door Müller in 1776.